# 南市 (天津)

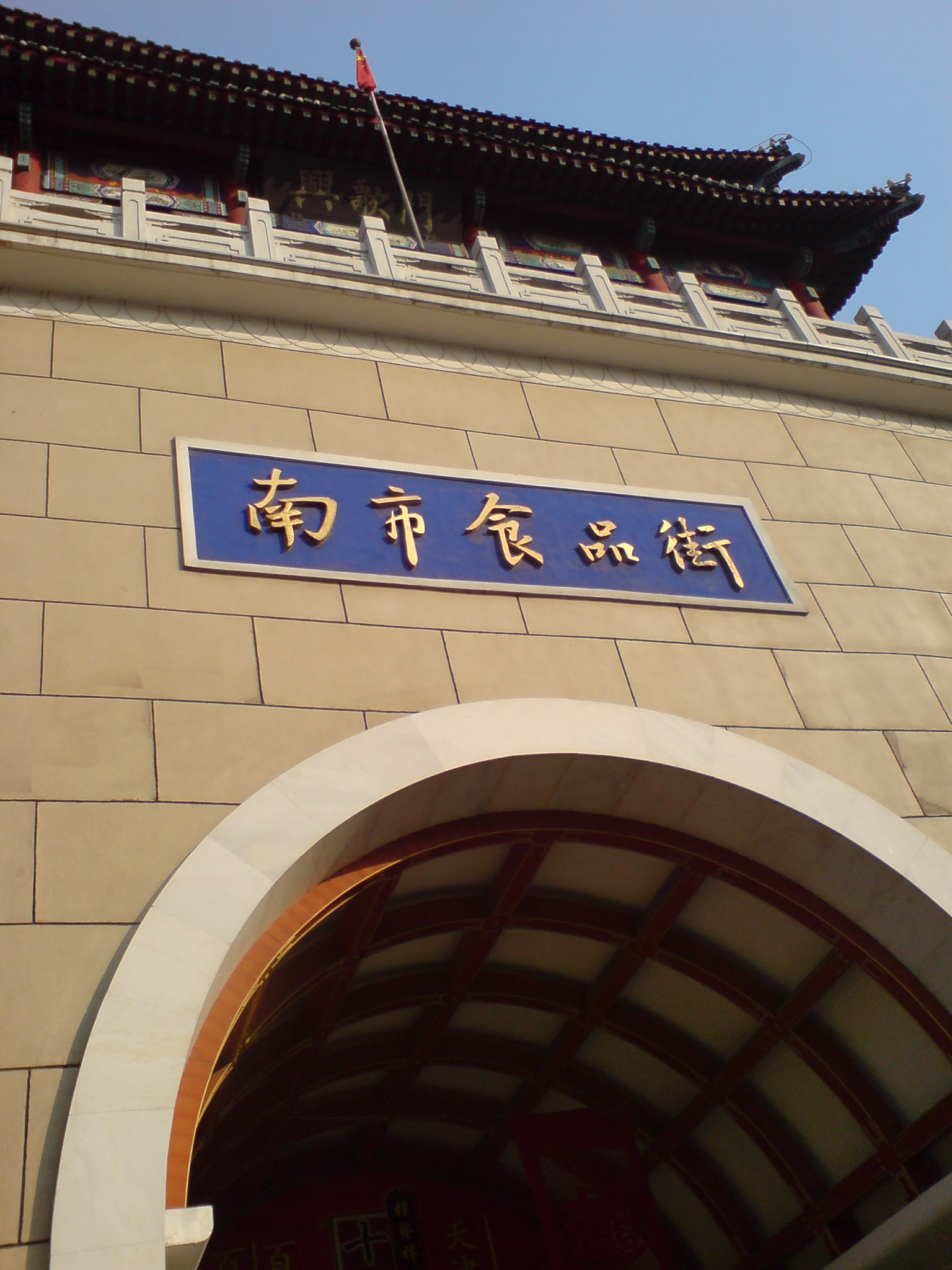
南市食品街大门

南市，又称“三不管”，是中国天津市和平区的一个地区的名称，该地区在十九世纪早期曾是天津老城外东南地区大片的水洼，后经不断发展成为东至和平路，南到多伦道，西接南门外大街，北起南马路的一片商业和游艺区。南市地区现属天津市和平区南市街道管辖。

## 名称

### “南市”
由于南市地处在十九世纪早期曾是天津老城外东南地区，因此，当时天津市民就把这一大片商业和游艺区统称为“南关市场”，后简称“南市”。

### “三不管”
天津南市地区最早被天津人称为“三不管”。“三不管”名称的由来在当时有两种说法。第一种说法是指在南市地区违法作恶没有人管而且没有人敢管，所以称之为“三不管”；第二种说法是指当时的南市地区靠着天津老城、天津法租界和天津日租界，这样就形成了天津日租界当局不管，天津法租界当局不管和中国政府不管的“三不管”。但实际意义上，“三不管”中的“三”是指当时这片区域没有人管，都不管的意思。

## 历史

### 萌牙

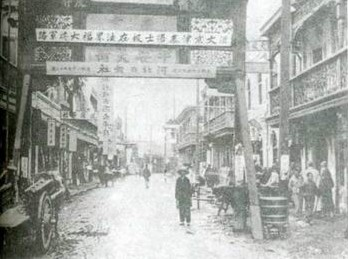
南市平安大街旧影

十九世纪早期南市地区是天津老城外东南城角的大片水洼，时称“城南洼”。随着1860年天津租界开辟、1900年庚子事变八国联军入驻天津、1903天津日租界在南市旁边设立，南市逐渐成为平民聚居区，在原南市“东兴市场”附近的约百余亩洼地上聚集了一批商民，形成了一片集“撂地”、算卦、说书、魔术、杂技、卖药、小吃、剃头、拉洋片、拔牙、修脚等行业的露天游乐场所。由于市政管理薄弱，时称“三不管”，黑帮横行，到1948年南市地区有400多家妓院、大烟馆和赌场。。
中华民国时期，南市地区已经建成17条横竖街道，发展成天津一个多功能商业区，成为当时天津饭馆业、娱乐业、服装鞋帽业、百货业等行业聚集之地和下层人民的娱乐购物中心，一些商店、饭庄、旅馆、戏院、茶园、书场、澡堂、电影院、当铺、烟馆、赌场、妓院等场所林立，当时天津市民就把这一大片商业和游艺区统称为“南关市场”，后简称“南市”。一些下野寓居天津的军阀、官僚、政客和银行家们先后在南市经营房地产业，荣业、东兴、清和、慎益、广兴、福顺等九家房地产公司也先后在南市成立。江西督军李纯开设的“东兴房地产公司”，溥仪的岳父荣源开设的“荣业房产公司”曾先后在南市地区置购房产，他们两家公司所建的房屋占南市地产的百分之八十以上。天津南市地区现在的“荣业大街”之名就来源于荣源开办的“荣业房产公司”。
1950年代，天津市人民政府对南市地区的一些街道和胡同进行修整治理，并将原来的“三不管”市场建成俗称“大白楼”的“玉林村”，一些南市地区原有的妓院经过改造也成了居民大院。1984年，天津市人民政府在南市地区开发建设了南市食品街和南市旅馆街，当时新建的这两街建筑群被评为“天津十景”之一的“双城醉月”。

### 拆迁
1997年1月，天津市人民政府先后对南市地区进行了部分住宅和基础设施的大规模改造。进入二十一世纪，南市地区的原有建筑基本都被拆迁重建，取而代之的是新的社区。2003年底，南市地区共拆除平房的面积为60多万平方米，共有2万多户居民搬迁。天津市人民政府对南市地区的福安大街、荣业大街和南门外大街进行了拓宽改造并先后建设了滨江金耀广场、万达商业广场、新世界花园、万隆新文化花园等商业住宅设施。

### 重要事件
- 1878年天津粥厂大火，在南市大悲庵，2000名婦孺燒死
- 1939年天津洪水，南市被洪水浸泡，南市商业渐渐衰落。

## 交通

### 胡同
1997年至2000年代拆遷後，南市的胡同大批消失，其歷史照片散見於報章散文上。
- 大悲庵胡同（今閘口街街東段，1950年代建有天津市橡皮膏厂）

### 大街
南市地区目前的街道名称基本都以“大街”命名，较为有名的有：

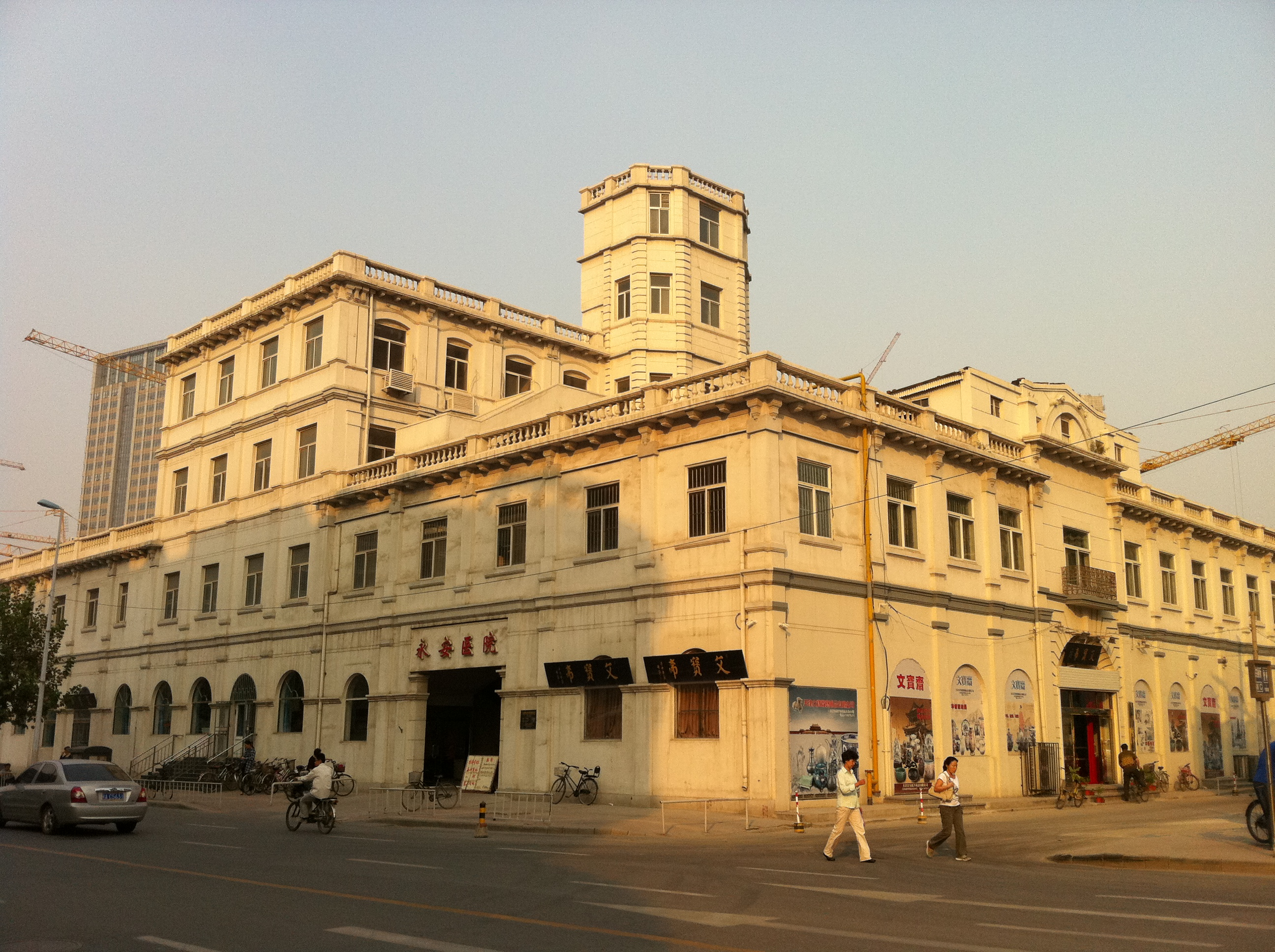
位于荣业大街和慎益大街交口的原玉清池（现为永安医院）

- 庆善大街
- 广善大街
- 建物大街
- 荣业大街
- 荣吉大街
- 慎益大街
- 清和大街
- 华安大街
- 福安大街
- 荣安大街
- 治安大街
- 保安大街
- 升安大街
- 平安大街
- 东兴大街
- 闸口街

### 轨道交通
- 天津地铁二号线：东南角站